# Hausdorff-tér
A topológiában és a matematika kapcsolódó részterületein a Hausdorff-tér vagy T2-tér egy olyan topologikus tér, amelyben a különböző pontok nyílt halmazokkal elválaszthatók, azaz mindkét pontnak van olyan környezete, amelyik nem tartalmazza a másikat. A topológiában használatos elválasztási axiómák közül ez fordul elő a leggyakrabban. Hausdorff-terekben a pontok zárt halmazok, és a sorozatok, szűrők, hálók határértékei egyértelműek.
A Hausdorff-tereket Felix Hausdorffról nevezték el, a topológia egyik megalapozójáról. A topologikus tér definíciójába belevette ezt a tulajdonságot is 1914-ben.

## Definíciók

Az x és y pontok, az U és V környezetekkel elválasztva.

Legyen X topologikus tér! Ekkor azt mondjuk, hogy az x, y ∈ X pontok környezetekkel elválaszthatók, ha vannak U, V diszjunkt nyílt halmazok, hogy U környezete x-nek, és V környezete y-nak. Az X topologikus tér Hausdorff, ha bármely két pontja elválasztható környezetekkel. Ez a feltétel a harmadik elválasztási axióma, vagyis T2; az első két elválasztási axióma T0 és T1.
Egy hasonló, de gyengébb tulajdonság a prereguláris tér. Az X topologikus tér prereguláris, ha bármely kért topologikusan megkülönböztethető pontja környezetekkel elválasztható.
Egy topologikus tér akkor és csak akkor Hausdorff, ha bármely két pontja topológiailag megkülönböztethető (Kolmogorov) és prereguláris. Egy topologikus tér akkor és csak akkor prereguláris, ha Kolmogorov-hányadosa Hausdorff.

## Ekvivalenciák
Ha X topologikus tér, akkor ekvivalensek:
- X Hausdorff-tér
- Az X elemeiből alkotott hálók határértéke egyértelmű[1]
- Az X elemeiből alkotott szűrők határértéke egyértelmű[1]
- Minden egyelemű halmaz előáll, mint az egyetlen elemet tartalmazó összes zárt halmaz metszete[2]
- A Δ = {(x,x) | x ∈ X} diagonális zárt az X × X szorzattérben.

## Példák és ellenpéldák
Az analízisben előforduló terek közül a legtöbb Hausdorff. A valós számok Hausdorff-teret alkotnak a standard metrikus topológiával. Általánosságban a metrikus terek Hausdorff-terek is. Több tértípus definíció szerint Hausdorff, így a topologikus csoportok és a topologikus sokaságok.
Egy egyszerű példa a nem Hausdorff T1-terekre a kovéges topológia, ahol is egy halmaz akkor nyílt, ha üres vagy kovéges, vagyis a komplementere véges. Ha az alaphalmaz nem véges, akkor ezzel a topológiával T1, de nem Hausdorff.
A pszeudometrikus terek tipikusan nem Hausdorffak, de preregulárisak, és csak a Hausdorff-terek konstrukciójában fordulnak elő. Általában azonban, ha az analitikusok találkoznak nem Hausdorff-terekkel, azok valószínűleg legalább preregulárisak, és helyette inkább a Kolmogorov-hányadosát veszik, ami már Hausdorff.
Ezzel szemben a nem prereguláris terek gyakran megjelennek az absztrakt algebrában és az algebrai geometriában, mint egy gyűrű spektruma, vagy Zariski-topológia egy algebrai varietáson. Az intuicionista logika modellelméletében is felbukkannak: minden teljes Heyting-algebra egy topologikus tér nyílt halmazainak algebrája, de a topologikus térről nem tételeznek fel preregulariást, még kevésbé Hausdorff-tulajdonságot.
Míg a konvergens szűrők és hálók határértékének egyértelműségéből következik a tér Hausdorff volta, vannak nem Hausdorff T1-terek, ahol a konvergens sorozatok határértéke egyértelmű.

## Tulajdonságok
A Hausdorff-terek alterei és szorzatterei szintén Hausdorffak, de a hányadosterek nem mind ilyen tulajdonságúak. Sőt, bármely topologikus tér előáll Hausdorff-terek hányadostereként.
A Hausdorff-terek T1-ek, azaz az egyelemű halmazok zártak. Hasonlóan, a prereguláris terek R0-terek is.
Egy másik tulajdonsága a Hausdorff-tereknek a kompakt halmazok zártsága. A nem Hausdorff-terekről ez nem mondható el, erre példa a Sierpiński-tér.
A Hausdorff-terekben a különböző pontok környezetekkel elválaszthatók. Ez általánosabban is igaz, a kompakt halmazok is elválaszthatók környezetekkel, vagyis bármely két diszjunkt kompakt halmazhoz vannak diszjunkt környezetek. Emellett más esetekben is a pontokhoz hasonlóan viselkednek a kompakt halmazok.
A kompaktság feltételei a preregularitással együtt gyakran implikálnak erősebb elválasztási axiómákat. Például minden lokálisan kompakt prereguláris tér teljesen reguláris. A kompakt prereguláris terek normálisak, azaz teljesül rájuk az Urriszon-lemma, és a Tietze-kiterjesztési tétel, és van lokálisan véges nyílt fedéseknek alárendelt egységosztásuk. Ezek Hausdorff-változatai: a lokálisan kompakt Hausdorff-terek Tyihinov-terek, és minden kompakt Hausdorff-tér normális Hausdorff-tér.
A következő eredmények a Hausdorff-terek leképezéseinek tulajdonságain alapulnak.
Legyen f : X → Y folytonos függvény, ahol Y Hausdorff-tér. Ekkor f grafikonja, {\displaystyle \{(x,f(x))\mid x\in X\}}, X × Y zárt részhalmaza.
Legyen f : X → Y egy függvény, és {\displaystyle \operatorname {ker} (f)\triangleq \{(x,x')\mid f(x)=f(x')\}} az ő magja a X × X téren.
- Ha f folytonos, és Y Hausdorff, akkor ker(f) zárt.
- Ha f nyílt szürjekció és ker(f) zárt, akkor Y Hausdorff.
- Ha f folytonos, nyílt szürjekció, akkor Y akkor és csak akkor Hausdorff, ha ker(f) zárt.

Ha f,g : X → Y folytonos leképezések és Y Hausdorff, akkor {\displaystyle {\mbox{eq}}(f,g)=\{x\mid f(x)=g(x)\}} zárt X-ben. Innen már következik, hogy ha Y Hausdorff, és f és g egyezik X egy sűrű részhalmazán, akkor f = g. Más szavakkal, a folytonos leképezéseket Hausdorff-tereken meghatározza a tér egy sűrű részhalmazán felvett értékeik.
Legyen f : X → Y zárt szürjekció, hogy f-1(y) kompakt minden y ∈ Y-re. Ekkor, ha X Hausdorff, akkor Y is Hausdorff.
Leegyen f : X → Y hányadosleképezés, ahol X kompakt Hausdorff-tér. Ekkor a következők ekvivalensek:
- Y Hausdorff
- f zárt leképezés
- ker(f) zárt

## Prereguláris és reguláris terek
A reguláris terek, mint minden Hausdorff-tér, prereguláris. Több eredmény is van, ami reguláris és Hausdorff-terekre is érvényes. Legtöbbjük általánosabban a prereguláris terekre is teljesül, mivel azonban a prereguláris terekkel később kezdtek el foglalkozni, ezért ezekhez a tételekhez külön utakon jutottak el. Másrészt viszont az általánosabb regularitásról szóló tételek nem alkalmazhatók nem reguláris Hausdorff-terekre.
Sokszor előfordul, hogy más feltételek, mint a parakompaktság vagy a lokális kompaktság implikálja a regularitást, ha a preregularitás teljesül. Gyakran ezek a feltételek párban jönnek: egy a regularitásra, és egy a Hausdorff-tulajdonságra. Habár a Hausdorff-terek általában nem regulárisak, a lokálisan kompakt Hausdorff-terek regulárisak, mivel preregulárisak, és ebből a lokális kompaktsággal együtt már következik a regularitás. A definíciókat azonban inkább a reguláris terekre fogalmazzák meg, mert ez ismertebb, mint a preregularitás.

## Változatai
A Hausdorff és a prereguláris a topologikus terek különböző változataira is alkalmazható, mint uniform terekre, Cauchy-terekre és konvergenciaterekre. A követelményeket ezekre a terekre hálókkal és szűrőkkel fogalmazzák meg: a határértékek, ha léteznek, akkor egyértelműek, illetve topológiai megkülönböztetés erejéig egyértelműek.
Kideríthető, hogy az uniform terek és az általánosabb Cauchy-terek is mind preregulárisak, így a Hausdorff-feltétel a T0 feltételre korlátozódik. Ezekben a terekben a teljességnek is van értelme, és a teljesség a Hausdorff tulajdonság természetes kiegészítője. Speciálisan, egy tér akkor és csak akkor teljes, ha minden Cauchy-hálónak van határértéke, míg a Hausdorff tulajdonság az egyértelműséget írja elő.

## Függvényalgebrák
A Hausdorff-terek folytonos, valós vagy komplex értékű függvényei kommutatív C*-algebrát alkotnak, és a Banach–Stone-tétel értelmében ebből az algebrából rekonstruálható az értelmezési tartomány topológiája. Ez nem kommutatív geometriát alakít ki, ahol a nem kommutatív C*-algebrák nem kommutatív terek függvényalgebráit reprezentálják.